# Neri di Bicci
Neri di Bicci (1419–1491) foi um pintor italiano do Renascimento. Trabalhou em Florença e era filho de Bicci di Lorenzo e neto Lorenzo di Bicci, aprendiz de Spinello Aretino. Seu diário entre os anos de 1453 e 1475, incluindo suas remunerações, está ainda preservado na biblioteca da Galeria Uffizi e são chamados de Ricordanze.